# 오토 (니더로트링겐 공작)
오토(Otton de Basse-Lotharingie, 970년 ~ 1012년)는 카롤링거 왕조 출신 로렌의 제후로, 991년부터 이후 로렌의 공작을 역임했다. 서프랑크 왕국의 루이 4세의 손자이자 루이 5세 무위왕의 4촌 동생이었다. 로렌 공작 샤를의 아들로 그의 죽음으로 서프랑크 왕국의 카롤링거 왕조는 단절되었다.